# Blaues Herz Europas

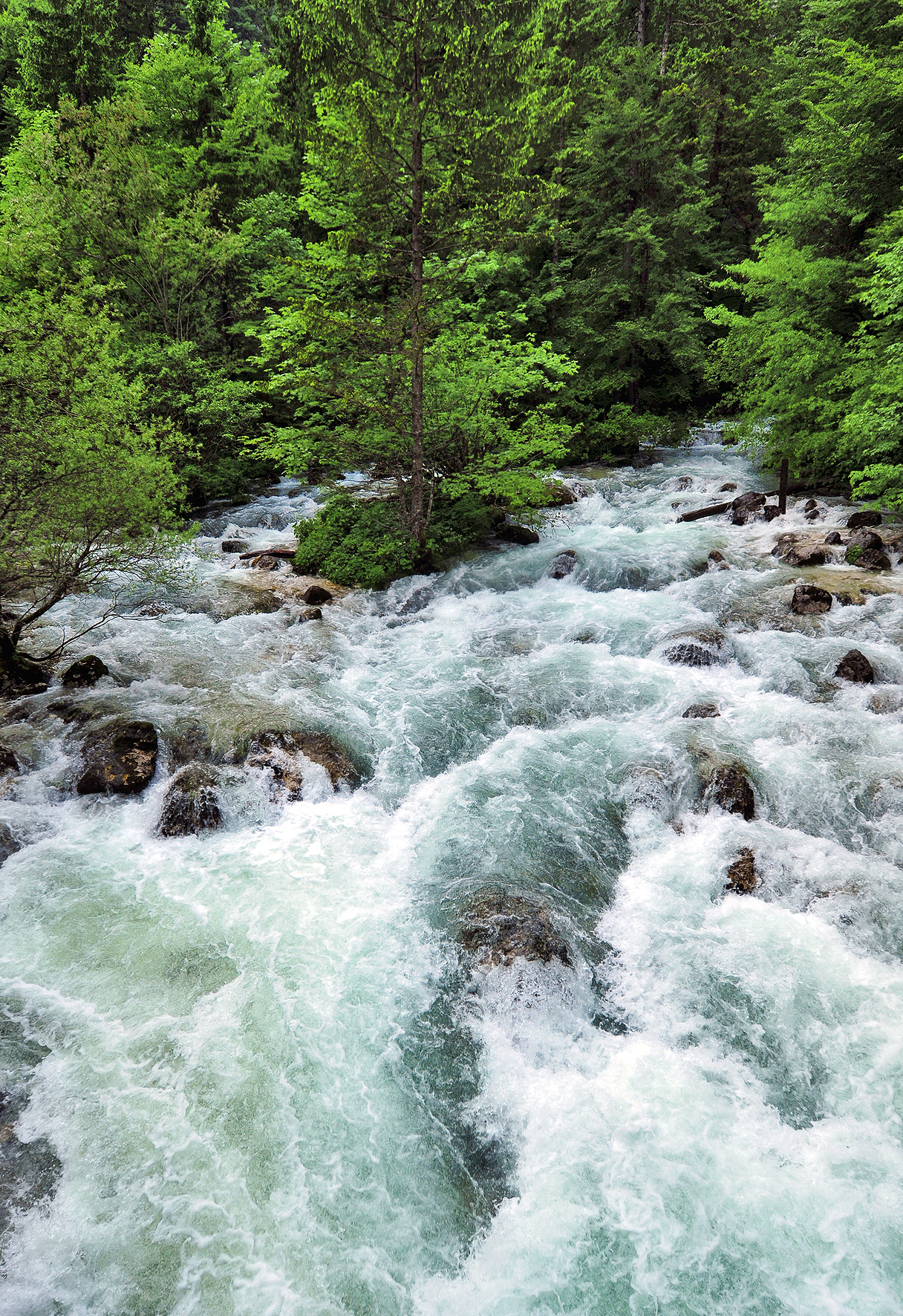
Die Savica im slowenischen Nationalpark Triglav (2009)

Als Blaues Herz Europas (englisch The Blue Heart of Europe) wird das verzweigte Netz aus weitgehend naturnahen und teilweise vollständig unberührten Fließgewässern auf dem Balkan bezeichnet. Ähnlich dem Grünen Band Europas soll ein in besonderem Maße dem Erhalt der Biodiversität dienender Lebensraumverbund durch diese Naturschutzinitiative erhalten werden.

## Gebietsabgrenzung
Das Blaue Herz Europas umfasst die Fließgewässer in den Staaten Slowenien, Kroatien, Bosnien und Herzegowina, Serbien, Montenegro, Kosovo, Albanien, Nordmazedonien und Bulgarien sowie die Flüsse im Norden Griechenlands und im europäischen Teil der Türkei.

## Ökologische Bedeutung
In Europa gibt es sonst fast nirgendwo einen derart hohen Anteil an vollkommen natürlichen oder naturnahen Flusslandschaften wie auf dem Balkan. Eine hydromorphologische Untersuchung von 36.000 Flusskilometern belegte, dass sich 80 Prozent der Fließgewässer auf dem Balkan in einem guten bis sehr guten Zustand befinden (Stand: 2012).
Auch die an die Flusslandschaften gebundene Fauna und Flora befindet sich großteils in einem guten Erhaltungszustand. Im Blauen Herz Europas kommen mehr als die Hälfte der in Europa gefährdeten Süßwasser-Mollusken und 28 Prozent der in Europa gefährdeten Süßwasser-Fische vor.
Überdies weist das Balkangebiet eine Reihe von Endemiten auf: So sind beispielsweise 69 Fischarten ausschließlich im Blauen Herz Europas zu finden. Das Blaue Herz Europas zählt zu den Hotspots der Biodiversität und trägt somit in außerordentlicher Weise zur Umsetzung des Übereinkommens über die biologische Vielfalt bei.

## Rechtliche Grundlagen
Die EU-Mitgliedstaaten auf dem Balkan haben bei Projektbewilligungsverfahren im Bereich der Fließgewässer (Wasserkraftwerke, Gebäude und Infrastruktur im Uferbereich usw.) europarechtliche Normen einzuhalten. In Bezug auf die ökologischen Auswirkungen sind dies in erster Linie die Wasserrahmenrichtlinie (Richtlinie 2000/60/EG, WRRL), die Fauna-Flora-Habitat-Richtlinie (Richtlinie 92/43/EWG, FFH-Richtlinie) und die UVP-Richtlinie (Richtlinie 2011/92/EU, zuvor 85/337/EWG).
Das Verschlechterungsverbot der Wasserrahmen- und FFH-Richtlinien setzt ebenso enge Grenzen bei Eingriffen in die natürlichen und naturnahen Fließgewässerabschnitte wie Artikel 10 der FFH-Richtlinie, der die Erhaltung der Landschaftselemente zum Ziel hat, die für die ökologische Vernetzungsfunktion, für die Wanderung, die geographische Verbreitung und den genetischen Austausch wildlebender Arten wesentlich sind. Explizit hat der Richtliniengeber hierbei „Flüsse mit ihren Ufern“ angeführt.

## Gefährdung
Das Blaue Herz Europas ist in hohem Maße durch Pläne für die Errichtung von Wasserkraftwerken gefährdet. Stand 2015 waren 2683 Wasserkraftwerke auf dem Balkan geplant, die annähernd alle Fließgewässer betreffen.
Die größeren Flüsse wie beispielsweise die Save werden zudem für die Schifffahrt ausgebaut.
Neben den Beeinträchtigungen der Arten, die an intakte natürliche Fließgewässer gebunden sind, sind auch vom Aussterben gefährdete Arten, die keinen unmittelbaren Bezug zu Wasserlebensräumen haben, betroffen. So würden bei Verwirklichung der geplanten Kraftwerke im Mavrovo-Nationalpark in Nordmazedonien durch die Aufstauung der Fließgewässer etwa 4400 Hektar des Lebensraums des Balkanluchses (Lynx lynx balcanicus) verloren gehen. Es handelt sich dabei um das letzte bekannte Reproduktionsgebiet dieser Art.
Mit dem Nationalpark Vjosa konnte 2023 erstmals ein Wildfluss als Nationalpark geschützt werden. Die Vjosa gilt als letzter großer Wildfluss Europas. Auch viele ihrer Zuflüsse sind noch naturbelassen.

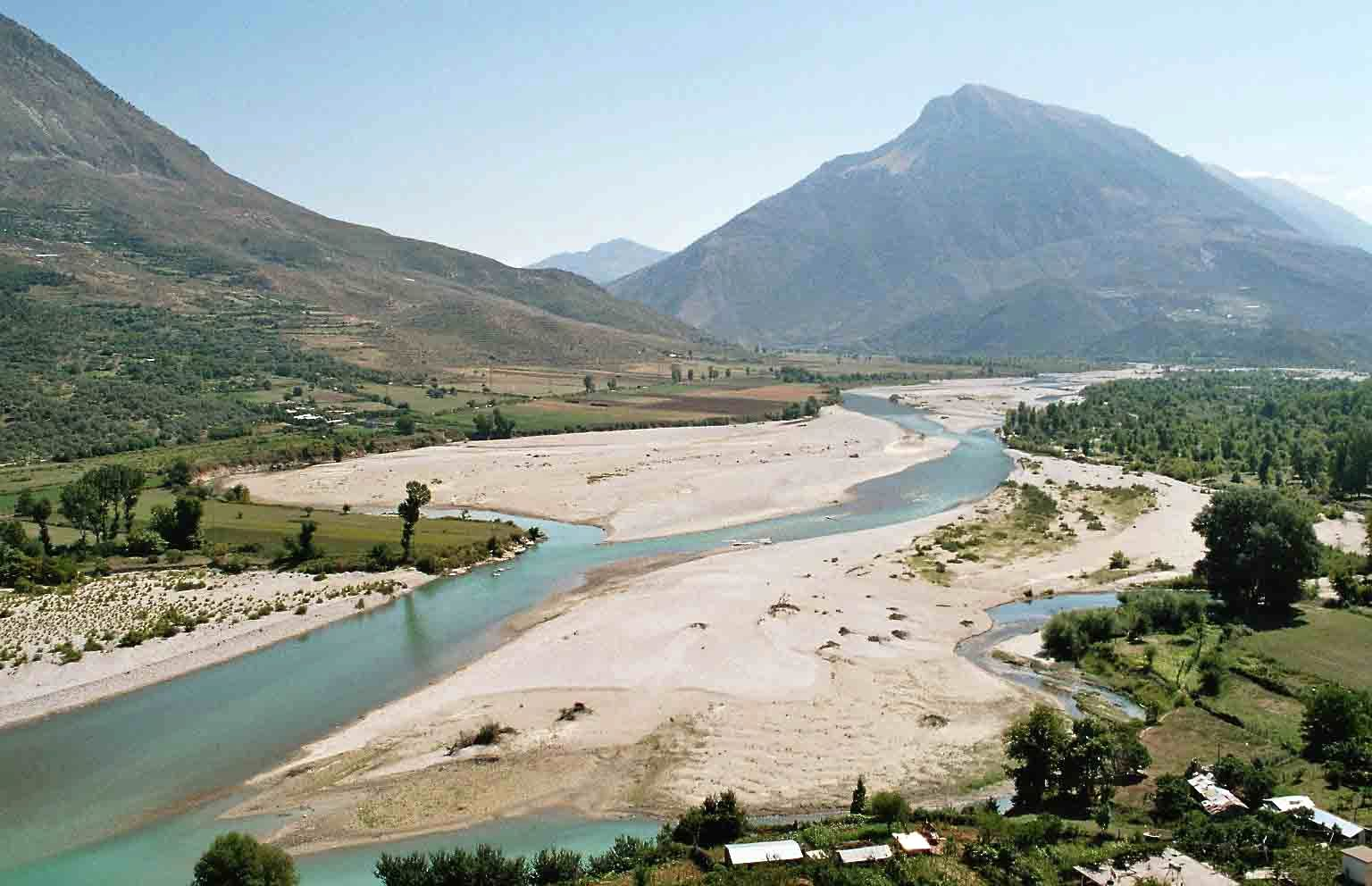
Die Vjosa bei Tepelena
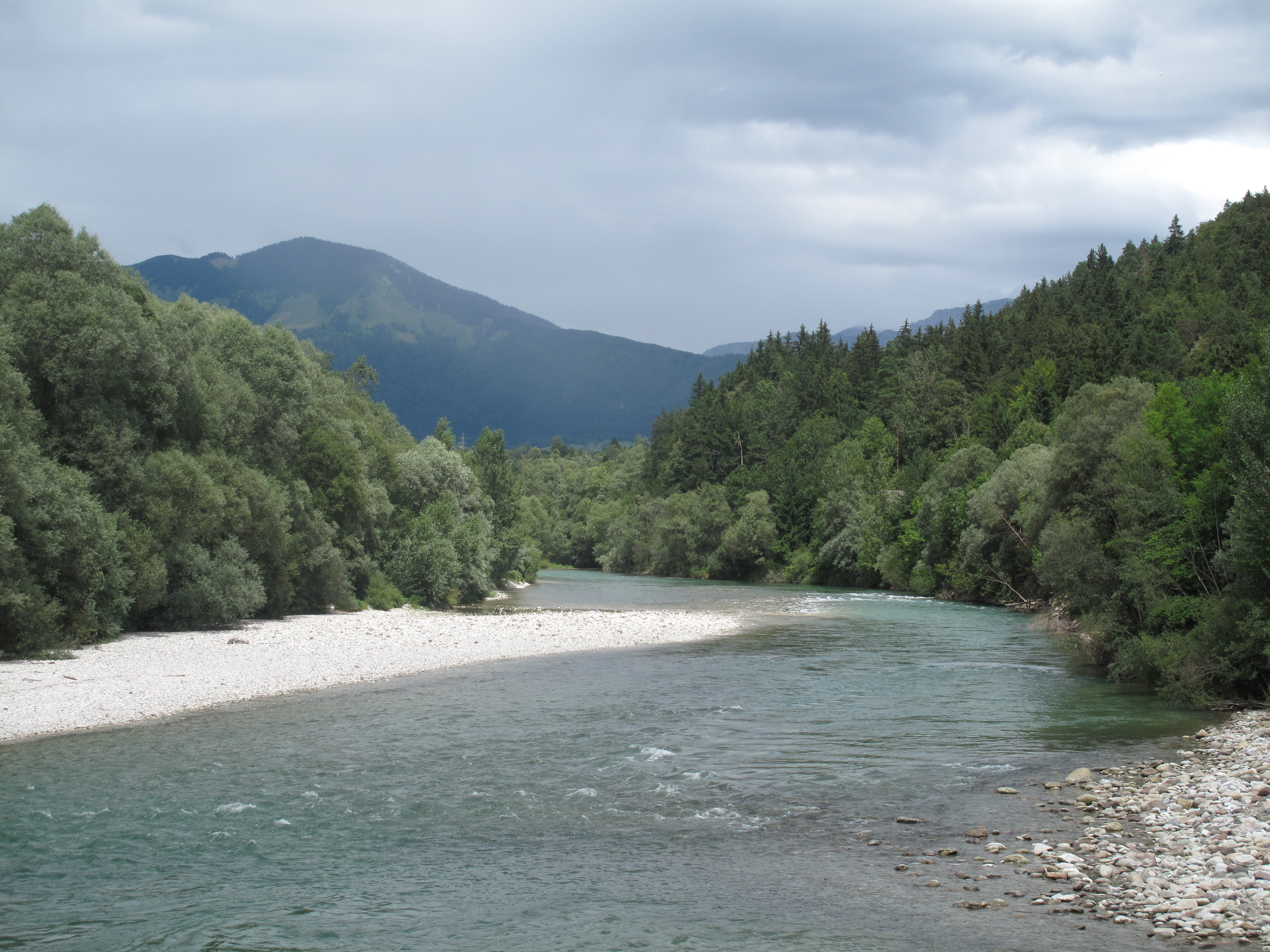
Die Save bei Gobovce und Podnart
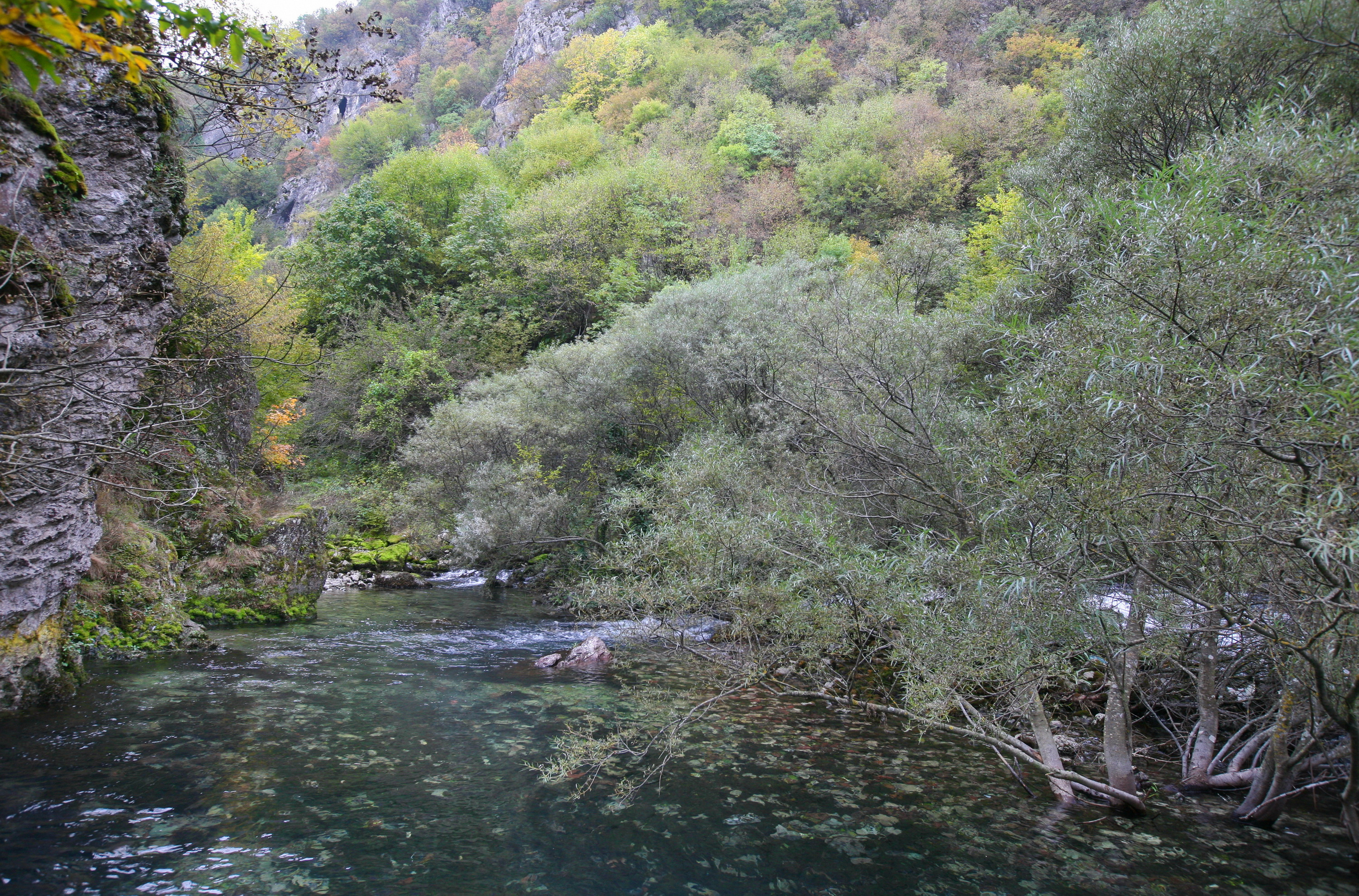
Der Weiße Drin im Kosovo